# Klotformig stjärnhop

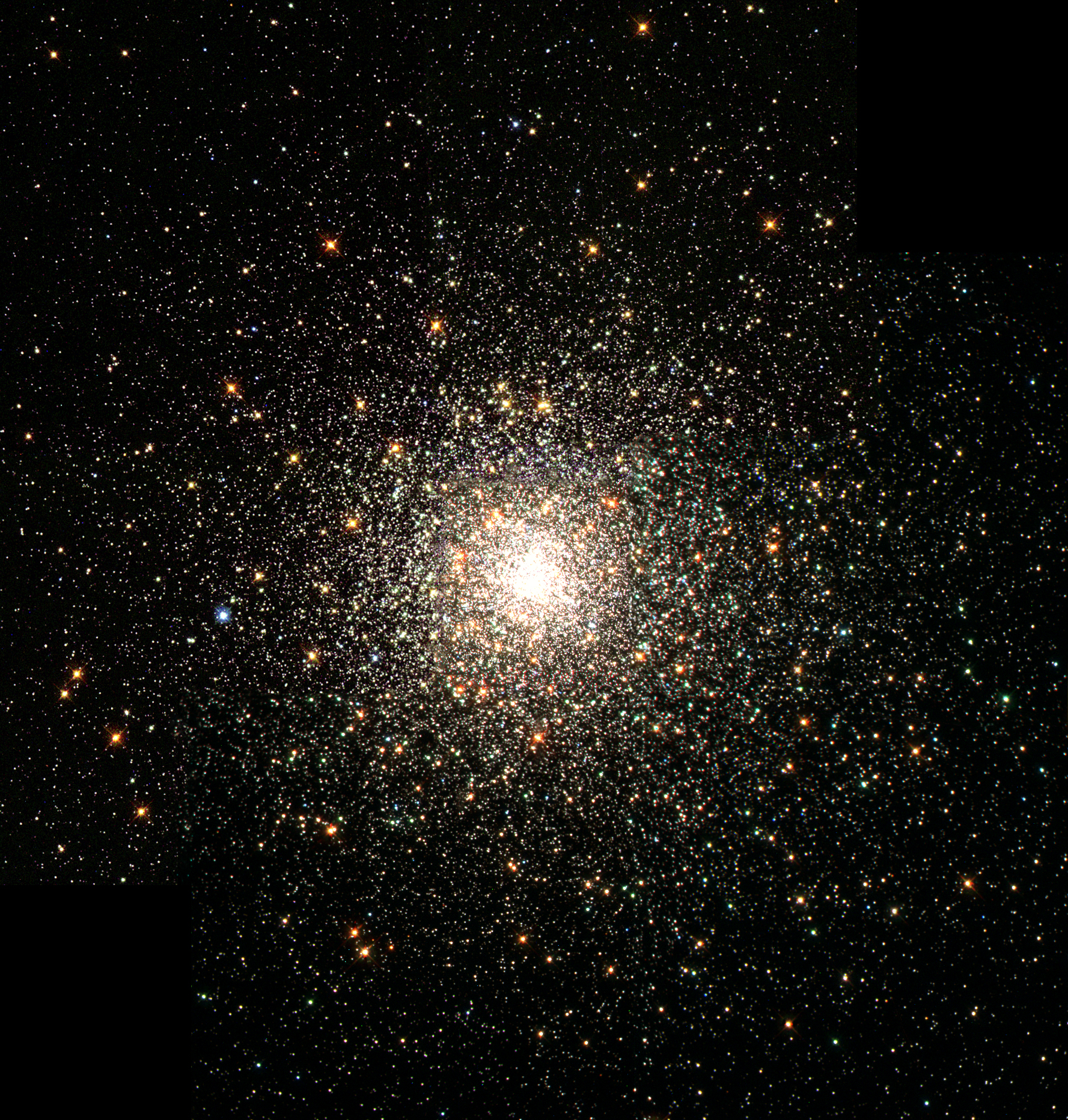
M80 är en klotformig stjärnhop i stjärnbilden Skorpionen

En klotformig stjärnhop eller klothop är en form av stjärnhop där stjärnorna ligger mycket tätt och är starkt sammanbundna av gravitationen.
Den starka gravitationen ger stjärnhopen dess klotrunda form. Gravitationen ger även en hög densitet av stjärnor i centrum. Alla stjärnor i en klotformig stjärnhop roterar som satelliter kring hopens masscentrum. Radien är vanligtvis av storleksordningen tiotals ljusår och hoparna innehåller från några tiotusen till över en miljon stjärnor. Det som skiljer de klotformiga stjärnhoparna från de öppna stjärnhoparna är just antalet stjärnor, men även positionerna i galaxen samt stjärnornas ålder.
Vintergatan uppskattas innehålla ungefär 150 klotformiga stjärnhopar. De klotformiga stjärnhoparna är mycket gamla astronomiska objekt, ofta lika gamla eller äldre än galaxen de kretsar runt och de är därför viktiga för studier som rör Vintergatans födelse.

## Historia
| Stjärnhop | Upptäckare                | År   |
| --------- | ------------------------- | ---- |
| M22       | Abraham Ihle              | 1665 |
| ω Cen     | Edmond Halley             | 1677 |
| M5        | Gottfried Kirch           | 1702 |
| M13       | Edmond Halley             | 1714 |
| M71       | Philippe Loys de Chéseaux | 1745 |
| M4        | Philippe Loys de Chéseaux | 1746 |
| M15       | Jean-Dominique Maraldi    | 1746 |
| M2        | Jean-Dominique Maraldi    | 1746 |

M22 var den första klotformiga stjärnhopen som upptäcktes och upptäckten gjordes år 1655 av den tyske astronomen Abraham Ihle.
M22, som ligger ungefär 10300 ljusår från jorden, består av cirka 70000 stjärnor. Men på grund av den knappa aperturen som de tidiga teleskopen hade kunde man inte urskilja de individuella stjärnorna i stjärnhopen.
Inte förrän år 1764, då Charles Messier undersökte stjärnhopen M4 efter att fransmannen Philippe Loys de Chéseaux
upptäckt den 1746, kunde han fastslå att hopen bestod av ett antal enskilda stjärnor.
Sedan dess har man, tack vare bland.annat William Herschels undersökningsprogram år 1782, upptäckt totalt 152 klotformiga stjärnhopar i och runt Vintergatan. Av dessa kan man hitta 30 st i Charles Messiers katalog över diffusa astronomiska objekt, bl. a M2, M22 och M30.
Man tror att det finns uppåt 200 klotformiga stjärnhopar i Vintergatan, men att oupptäckta hopar finns gömda bakom gas och stoft i galaxen.
Majoriteten av klotformiga stjärnhopar i Vintergatan befinner sig i närheten av galaxkärnan. Denna upptäckt gjorde att Harlow Shapley år 1918 kunde beräkna Vintergatans storlek.
Han gjorde detta genom att anta en ungefärlig fördelning av klotformiga stjärnhopar runt galaxens centrum och sedan använde han hoparnas läge till att uppskatta solens position i förhållande till Vintergatans centrum.
Även om Shapleys uppskattning av galaxens storlek innehöll märkbara fel, visade hans arbete att Vintergatans storlek är mycket större än man på den tiden trodde. Felen i Shapleys beräkningar berodde på att stoft i Vintergatan minskar mängden ljus som når jorden från klotformiga stjärnhopar, vilket gjorde att hoparna verkade vara längre bort än de egentligen var.

## Morfologi
| Galax       | Ellipticitet |
| ----------- | ------------ |
| Vintergatan | 0.07±0.04    |
| SMM         | 0.16±0.05    |
| LMM         | 0.19±0.06    |
| M31         | 0.09±0.04    |

Gentemot öppna stjärnhopar, förblir de flesta klotformiga stjärnhoparna gravitationellt bundna under tidsperioder jämförbara med livslängden för de flesta av hoparnas stjärnor.
Efter att stjärnor i en klotformig stjärnhop har bildats börjar stjärnorna samverka gravitationellt med varandra.
Även om klotformiga stjärnhopar kan tyckas vara sfäriska, kan tidvattenaktiga växelverkningar göra att de blir mera elliptiska. De flesta hoparna i Vintergatan och Andromedagalaxen är formade som ovala sfäroider, medan hoparna i det Stora Magellanska Molnet är mera elliptiska till formen.

### Luminositet
När man har mätt luminositetskurvan för givna klotformiga stjärnhopar i Vintergatan som en funktion av sträckan till kärnan, har de flesta hoparnas luminositet gradvis ökat ju mindre sträckan är. Luminositeten ökar ända till en ungefär 1-2 parsec från kärnan, därefter minskar den.
Emellertid har ungefär 20% av de klotformiga stjärnhoparna genomgått en process kallad ”kärnkollaps”. I dessa typer av hopar, fortsätter luminositeten stiga stadigt ända in till kärnregionen. En hop som har genomgått denna process är Messier 15.
Kärnkollaps tros uppkomma när de mest massiva stjärnorna i en klotformig stjärnhop möter mindre massiva stjärnor i hopen. Som ett resultat av dessa möten tenderar de massiva stjärnorna förlora rörelseenergi och börjar då röra sig mot kärnan. Detta leder till en ansamling av stjärnor nära hopens kärnregion.
Kärnkollapsens olika steg kan delas in i tre faser. Under en klotformig stjärnhops tidiga utveckling startar kärnkollapsen bland stjärnorna nära kärnan. När stjärnhopen sedan närmar sig sin medelålder gör samspelet mellan binära stjärnsystem i hopen att fortsatt kollaps hindras. Till sist blir de centrala binära stjärnsystemen antingen bortstötta eller störda och detta leder till högre koncentration av stjärnor runt kärnan.

### Mellanliggande hopar
Det är inte alltid en tydlig skillnad mellan stjärnhopstyper och objekt som ligger mitt emellan olika typer har hittats. Till exempel BH 176 i den södra delen av Vintergatan har egenskaper som svarar mot både en öppen och klotformig stjärnhop.
År 2005 hittade astronomer en helt ny typ av stjärnhop i Andromedagalaxen, som på många sätt är lik en klotformig stjärnhop. Den nyfunna typen av hopar liknar klotformiga stjärnhopar på många sätt, bland annat med avseende på antalet stjärnor i hopen och metalliciteten. Det som skiljer dem från klotformiga stjärnhopar är att de är mycket större och hundratals gånger mindre täta. Parametriskt sett ligger dessa hopar mellan klotformiga stjärnhopar och sfäroida dvärg galaxer.

## Uppbyggnad
Klotformiga stjärnhopar består av hundratusentals relativt gamla lågmetallstjärnor. Den typ av stjärnor som finns i en klotformig stjärnhop liknar de som finns i utbuktningen av en spiralgalax och är begränsade till en volym på några få kubikparsek. De är fria från gas och stoft och man tror att detta beror på att stjärnbildning skett i hopernas närhet.
De har oftast en mycket hög täthet av stjärnor, från i genomsnitt cirka 0,4 stjärnor per kubikparsek vilket ökar till 100-1000 stjärnor per kubikparsek i hopens kärna. Därför är de inte speciellt gynnsamma för planetsystemens överlevnad. Planetära banor är mycket instabila inom så täta kärnor, vilket beror på störningar av passerande stjärnor. En planet som kretsar på 1 astronomisk enhet kring en stjärna som är inom en tät hop i likhet med 47 Tucanae skulle bara överleva i 108 år.
Vissa klotformiga stjärnhopar, som Omega Centauri (NGC 5139) i Vintergatan, samt G1 i M31, är supermassiva, med en massa på flera miljoner solmassor. Båda dessa hopar kan betraktas som bevis för att supermassiva klotformiga stjärnhopar i själva verket är kärnor i de dvärggalaxer som uppgår i de större galaxerna. Det anses att ungefär en fjärdedel av de klotformiga stjärnhoparna i Vintergatan kan ha ansamlats tillsammans med sin värdgalax.
Flera klotformiga stjärnhopar, till exempel M15, har extremt massiva kärnor som kan hysa svarta hål.  Forskningen visar att ett mindre massivt svart hål, en central koncentration av neutronstjärnor, eller massiva vita dvärgar kan förklara observationerna lika bra.